# Associação Esportiva Araçatuba
A Associação Esportiva Araçatuba é um clube brasileiro de futebol da cidade de Araçatuba, no interior do estado de São Paulo. Fundado em 15 de dezembro de 1972, suas cores são o amarelo, azul e branco. Atualmente, a equipe se encontra filiada na Federação Paulista de Futebol. A AEA foi fundada com o objetivo de terminar com as idas e vindas do futebol no município, uma vez que equipes eram fundadas e extintas com uma certa frequência. Após 4 anos fora de atividade, em 16 fevereiro de 2024, a prefeitura anuncia a volta aos gramados com a participação no Campeonato Paulista da Segunda Divisão.

## Precedentes
A equipe de futebol mais antiga da cidade de Araçatuba que tentou o profissionalismo foi à Associação Atlética Assistência, fundada em 8 de Outubro de 1945. Ostentava as cores do Município, azul e branco. O uniforme era composto de camiseta branca, com golas, e calções azuis, e ainda é lembrado saudosamente pelos mais antigos araçatubenses, tendo participado da quarta divisão do futebol paulista em 1964. À Assistência está extinta.
O Araçatuba Esporte Clube foi fundado com o objetivo de terminar com as idas e vindas do futebol em Araçatuba. 
Em 1948, Araçatuba procurava um rumo no futebol. Não havia nenhuma equipe de peso na cidade. Então, os desportistas de Araçatuba conseguiram organizar um torneio com o "Trio de Ferro": Corinthians, Palmeiras e São Paulo. O título ficou com o São Paulo e surgiu a ideia de se fundar uma equipe com o mesmo nome, em sua homenagem. Adotando as mesmas cores do time da Capital (o branco, o preto e o vermelho) o São Paulo de Araçatuba tornou-se um dos mais tradicionais na região, que obteve inúmeras conquistas na Região da Ferrovia Noroeste do Brasil.
O São Paulo de Araçatuba participou de 8 edições das divisões inferiores do Campeonato Paulista: seis (6) na Segunda Divisão (1948, 1949, 1950, 1951, 1952 e 1953) e dois (2) na Quarta Divisão (1962 e 1963). Em 6 de Julho de 1949 o São Paulo se fundiu com o Clube Atlético Araçatuba, surgindo uma primeira proposta para mudança de nome, que foi recusada.
Somente em 1954, com a equipe em decadência, é aprovada a mudança de estatuto e a equipe passa a se chamar Araçatuba Esporte Clube, que disputou dois Campeonatos da Segunda Divisão (em 1954 e 1955). Em 1956 nasce também na cidade o Clube Atlético Flamengo, que disputou o Campeonato da Terceira Divisão de 1957, ano em que foi promovido para disputar a Segunda Divisão de 1958. O Flamengo também foi extinto.
Em 1962 ressurge o São Paulo, que ainda tentou se profissionalizar, sem sucesso, porém, acabando por ser extinto em 1963. Em 1963 surgiu o Ferroviário, o famoso "Ferrinho", time amador da cidade que recebeu apoio da Prefeitura e tentou o profissionalismo em 1964 e em 1966 foi campeão da Quarta Divisão e subiu para a Terceira; mas só disputou os certames estaduais por mais dois anos.
Em 1968 foi fundado o Araçatuba Futebol Clube, que disputou apenas três Campeonatos da Segunda Divisão de profissionais: em 1969, 1970 e 1971. Extinto o Araçatuba Futebol Clube, surge na cidade o Esporte Clube Tião Maia, em 1971, time do frigorífico de mesmo nome. O T. Maia, como era conhecido, disputou o Campeonato da Segunda Divisão em 1972 e foi extinto.
Em 1972, a cidade se reuniu para fazer mais uma tentativa, e nascia a Associação Esportiva Araçatuba (AEA). Já no segundo ano de existência, a AEA se tornava campeã. Mas o regulamento na época não permitia o acesso. 
A partir de então, a equipe se consolidou e finalmente realizou o sonho dos torcedores araçatubenses: ter um time na Primeira Divisão (Série A1), onde chegou em 1992  após vencer pela segunda vez a Segunda Divisão. 
Após uma queda em 1994, retornou novamente em 1995, permanecendo na divisão de elite de 1995 até 2000.

## História do clube
A Associação Esportiva Araçatuba, foi fundada no dia 15 de dezembro de 1972, após reunião entre políticos, comerciantes, empresários e líderes de entidades de classe locais. A reunião que foi realizada no Esporte Clube Corinthians de Araçatuba, começou às 20h e teve a duração de cerca de duas horas. O nome da AEA foi idealizado por César Bombarda, que depois tornou-se Conselheiro do clube. O médico Dr. Geraldo Costa e Silva foi o primeiro presidente da AEA. O escudo do clube, com quatro losangos (dois amarelos e dois brancos) dentro de um círculo azul e amarelo com as inscrições "A.E.A" na parte superior e "ARAÇATUBA" na parte inferior foi criado por Juracy Violato. (os losangos representam os quatro principais fundadores, o próprio Juracy Violato, Sr. Cesar Bombarda, Dr. Geraldo Costa e Silva e Sr. Aymoré Chiquito Ortega).
A primeira partida de futebol oficial da AEA aconteceu no início de janeiro de 1972, contra a equipe do Linense da cidade de Lins, em Araçatuba, e terminou empatado por 0 a 0. Apenas na segunda partida entre os times empatada em 2 a 2, em Lins, foi marcado o primeiro gol canarinho, pelo atacante João Carlos. Logo em sua primeira competição oficial, a AEA alcançou sucesso. Comandada pelo técnico Aymoré Chiquito Ortega, o time foi campeão da Primeira Divisão de 1973 (atual A-2), jogando a final contra a equipe do Rio Claro, em Araçatuba. Entretanto o clube não conquistou o direito de disputar o grupo de elite porque, na época o acesso para a divisão especial (como era chamada a série a A-1), havia sido congelado pela Federação Paulista de Futebol. De 1974 a 1976, o time teve altos e baixos, conservando-se sempre na segunda divisão do futebol paulista.
Em 1977 a equipe do então presidente João Jorge Rezek chegou, pelas mãos do técnico Norberto Lopes, ao triangular final da então segunda divisão. Teve a oportunidade de conquistar o sonhado acesso, já que enfrentaria em casa a equipe do São José e só precisava da vitória. Contudo, apenas empatou a partida, sendo obrigada a decidir a vaga na cidade de Franca contra a temida Associação Atlética Francana. Então no dia 4 de dezembro de 1977 perdeu o jogo por 2 x 0 e a vaga no grupo de elite. O time voltou a chegar a uma final em 1982, quando disputou no Parque Antártica, em São Paulo, a fase final contra o Mogi Mirim, Bragantino e Taquaritinga, mas fracassou novamente.
No ano de 1985, um capítulo à parte: um colegiado de pecuaristas e usineiros montou o que era considerado um super time, com a ascensão certa para o grupo de elite do futebol de São Paulo. O time chegou a ter estrelas como Dicá (ex jogador da Ponte Preta) e Beto Fuscão (ex jogador de Grêmio-RS e Palmeiras) mas na reta final, o tal super time foi desclassificado pelo pequeno Tanabi Esporte Clube. De 86 a 89, a AEA peregrinou pelas segundas e terceiras divisões do futebol paulista, com sucessivos acessos e descensos sempre com campanhas discretas.
Em 1987, disputando a segunda divisão, o clube ficou entre os últimos colocados, sendo obrigado a participar de uma repescagem no segundo semestre daquele ano quando se salvou. Já em 1988 na então Divisão Intermediária (era como passou a chamar a segunda divisão) a AEA não fez uma boa campanha e acabou por ser rebaixada. Mas no início de 1989 a AEA teve a oportunidade de se manter na Divisão Intermediária ao disputar um quadrangular com o Linense, Radium de Mococa e Esportiva de Guaratinguetá. Mas perdeu a vaga para o Linense e teve de se contentar em disputar a terceira divisão, que na época era chamada de Segunda divisão (a divisão do futebol paulista naquele ano era: Divisão Especial que seria hoje a série A1, A Divisão Intermediária que seria a Série A2 e a Segunda Divisão que seria hoje a Série A3). Na competição, após um mal começo o time engrenou e acabou conquistando o acesso a Divisão Intermediária, com uma equipe comandada e dirigida pelo conhecido João Magoga.
De volta à Divisão Intermediária, a AEA quase conseguiu o acesso ao grupo de elite em 1990, com o técnico Urubatão Calvo Nunes, mas foi desclassificada na reta final. Em 1991 nas mãos do então treinador Afrânio Riul, a equipe enfim conseguiu o título de Campeã da Divisão Intermediária, mas mais uma vez não disputou o grupo de elite, pois a Federação Paulista de Futebol subdividiu a Intermediária (atual Série A2) e parte da Primeira Divisão (atual A1) em apenas uma divisão. Nos anos de 92 e 93 a equipe se manteve na divisão intermediária mas com campanhas discretas, mantendo-se no bloco intermediário nas tabelas de classificação.
Em 1994, o clube conseguiu pela segunda vez o acesso à primeira divisão do estadual. Comandada pelo técnico Roberval Davino, o time conquistou o título da Série A2 por antecipação, ganhando a vaga na Série A1 de 1995. A conquista lhe rendeu uma vaga na Copa Bandeirantes, em que apesar de sofrer goleadas, venceu o São Paulo por 4 a 1. No grupo de elite foram seis anos de boas e más campanhas vindo a cair para a série A2 no ano 2000. Em 2001 fez campanha discreta e se manteve na série A2. No Ano de 2002 a AEA fez péssima campanha e foi rebaixada para a série A3. Em 2003 a equipe comandada pelo jovem técnico Luciano Silva fez uma excelente campanha e conquistou o acesso a Série A2 com o vice campeonato, sendo derrotada em casa pelo Taubaté.
Em 2012, o clube disputou o Campeonato Paulista da Segunda Divisão, equivalente ao quarto nível do futebol paulista. O time ficou no Grupo 1, ao lado de Votuporanguense, Fernandópolis, Tupã, Grêmio Prudente e Tanabi, terminando sua participação na sexta colocação do Grupo, sendo eliminado.
Em 2013, terminou em 3.° com 14 pontos, em um grupo onde se classificavam 3 equipes, Fernandópolis e Tanabi também se classificaram. Na 2.ª fase o Araçatuba ficou no Grupo 9, junto com Grêmio Prudente, Internacional de Bebedouro e Paulistinha, a equipe acabou ficando em último no grupo com 2 pontos e acabou sendo eliminada.
O clube voltou a se licenciar, e voltou em 2016, onde mais uma vez não fez uma boa campanha, a equipe ficou no Grupo 2, junto com os rivais Atlético Araçatuba e Bandeirante, além de América, Internacional de Bebedouro, José Bonifácio, Tanabi e XV de Jaú. Durante o campeonato, o Araçatuba acabou perdendo 4 pontos por escalação irregular de jogadores, e acabou ficando na última posição do grupo com 5 pontos. Esse campeonato foi marcado pelo primeiro confronto contra o rival do município, Atlético Araçatuba, chamado de Dérbi de Araçatuba.
Em 2020, a AEA disputou o Paulistão Sub-23 - Segunda Divisão porém acabou novamente na lanterna do seu grupo e tomando a maior goleada da história do clássico contra o Bandeirante: 7 a 0 no Estádio Municipal Doutor Adhemar de Barros.
Em dezembro de 2022 o clube anunciou retorno ás atividades, no entanto não passou na lista de aprovação dos laudos para a Bezinha e terá que recomeçar tudo do "novo" Paulistão Sub-23 - Segunda Divisão (hoje equivalente a quinta divisão do futebol paulista).
Em 2024 o clube voltara a disputar a Campeonato Paulista de Futebol - Segunda Divisão

## Rivalidades
Seu maior rival é o Bandeirante Esporte Clube, da cidade vizinha de Birigui, clube que a AEA mantém uma grande rivalidade cujos dois clubes disputam o Clássico Noroestino. Além do Bandeirante, o Araçatuba tem rivalidades regionais com o Clube Atlético Penapolense e o Andradina Esporte Clube (clube que foi fundado antes como Atlético Araçatuba).

## Mascote
O mascote da associação é o canário (canarinho), sendo conhecida como Canário da Noroeste.

## Títulos
| ESTADUAIS | ESTADUAIS        | ESTADUAIS | ESTADUAIS         |
|           | Competição       | Títulos   | Temporadas        |
| --------- | ---------------- | --------- | ----------------- |
|           | Série A2         | 3         | 1973, 1991 e 1994 |
| TOTAL     |                  |           |                   |
|           | Competição       | Títulos   | Temporadas        |
|           | Títulos oficiais | 3         | 3 Estaduais       |

## Estatísticas

### Participações
| Aumento | Promovido à divisão superior  |
| Baixa   | Rebaixado à divisão inferior  |
| Inativo | Licenciamento no ano seguinte |

|  | Participações em 2025 |

| Competição | Competição          | Temporadas | Melhor campanha             | Anos                                                        | A | R |
| São Paulo  | Campeonato Paulista | 8          | 9º colocado (1996)          | 1992-1993 e 1995-2000                                       |   | 2 |
| São Paulo  | Série A2            | 23         | Campeão (1973, 1991 e 1994) | 1973-1986 , 1988 , 1990-1991 , 1994 , 2001-2002 e 2004-2006 | 2 | 3 |
| São Paulo  | Série A3            | 3          | Vice-campeão (2003)         | 1989 , 2003 e 2007                                          | 2 | 1 |
| São Paulo  | Série A4            | 6          | 3º colocado (2025)          | 2012-2013 , 2016 , 2020 e 2025                              | – | – |
| São Paulo  | Segunda Divisão     | 1          | 3º colocado (2024)          | 2024                                                        | 1 |   |
| São Paulo  | Copa Paulista       | 4          | 1ª fase (1999, 2003 e 2005) | 1999, 2003, 2005 e 2025                                     |   |   |
| Brasil     | Série C             | 1          | 28º colocado (1995)         | 1995                                                        | – | – |

### Últimas dez temporadas
Legenda:
| Campeão Vice-campeão Eliminado nas semifinais | Campeão e promovido à divisão superior Vice-campeão e/ou promovido à divisão superior Rebaixado à divisão inferior | Classificado à fase de grupos da Copa Libertadores Classificado à fase preliminar da Copa Libertadores Classificado à Copa Sul-Americana Campeão do Campeonato do Interior |

### Retrospecto em competições oficiais
Última atualização: Série C de 1995.
| Competição | Competição | Temporadas | Títulos | Pts. | J | V | E | D | GP | GC |
| ---------- | ---------- | ---------- | ------- | ---- | - | - | - | - | -- | -- |
| Brasil     | Série C    | 1          | —       | 12   | 8 | 3 | 3 | 2 | 6  | 5  |

## Ranking da CBF
- Posição: 325º
- Pontuação: 1 ponto

Ranking criado pela Confederação Brasileira de Futebol que pontua todos os times do Brasil.